# Culto a la personalidad de Sheikh Mujibur Rahman

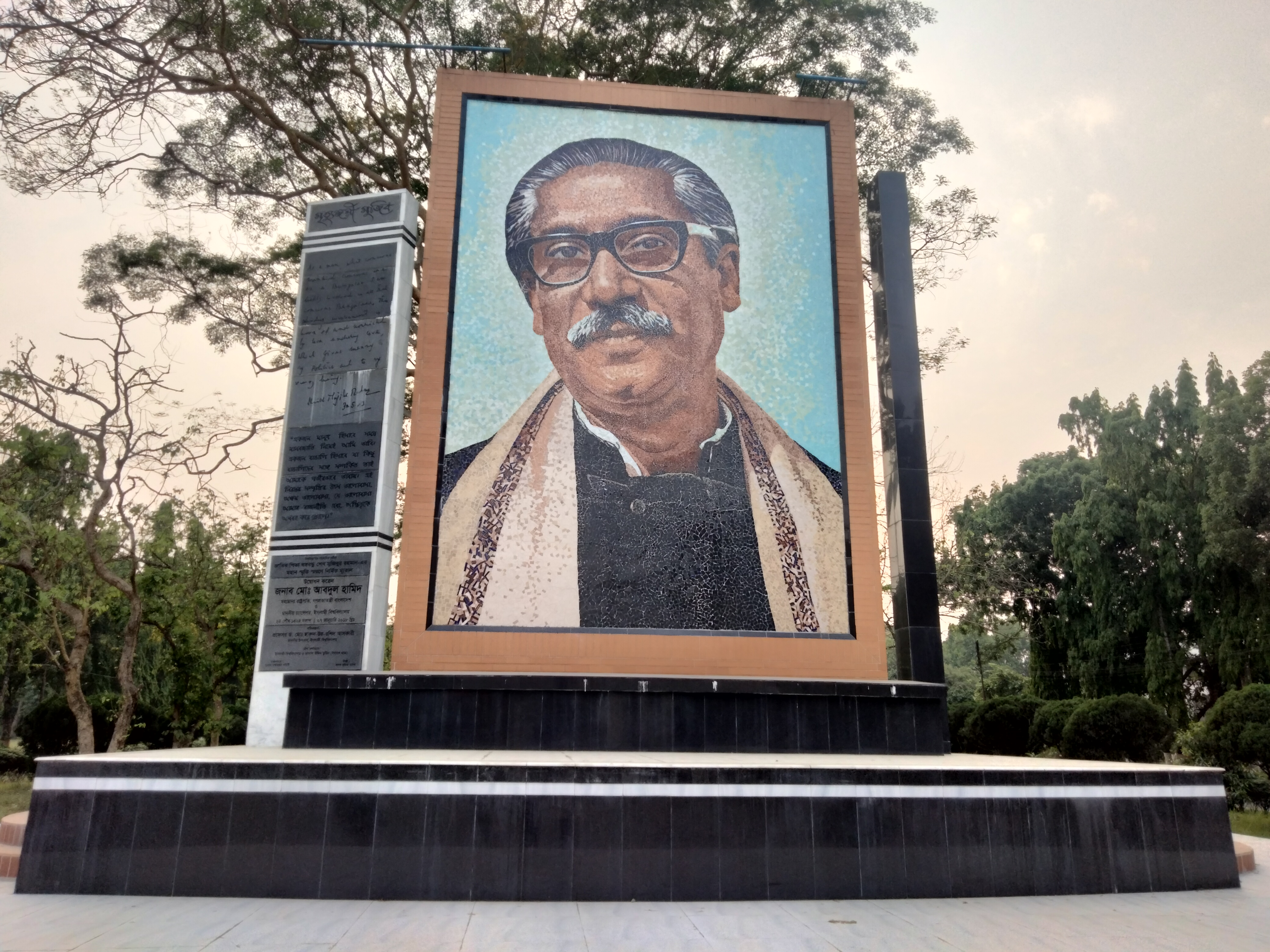
Mritunjoyi Mujib en la Universidad Islámica de Kushtia. Fue demolido tras el levantamiento estudiantil y popular de agosto de 2024.

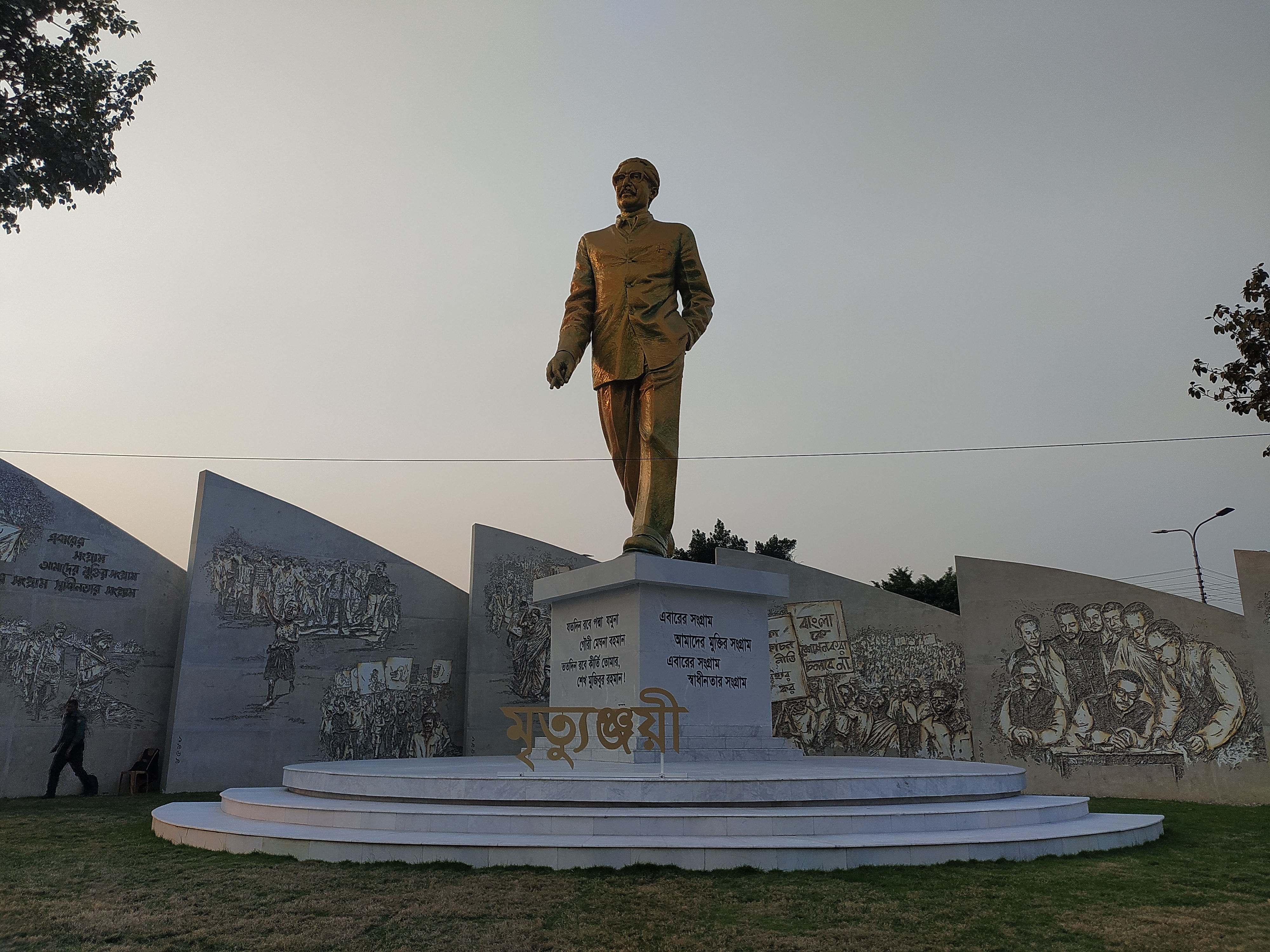
Escultura del jeque Mujibur Rahman en el Mrityunjayee Prangan en Bijoy Sarani, Daca. Esta escultura fue demolida por los manifestantes tras el levantamiento estudiantil y popular.

El culto a la personalidad de Sheikh Mujibur Rahman, quien fue el primer presidente de Bangladés, surgió durante el gobierno de la Liga Awami bajo el liderazgo de Sheikh Hasina.Lo que comenzó como una corriente ideológica basada en las ideas políticas de Mujibur Rahman, conocida como mujibismo, fue transformándose poco a poco en una exaltación de su personalidad, especialmente durante la gestión de su hija, la ex primera ministra Sheikh Hasina.Sin embargo, tras su caída a raíz de la Revolución de julio, este culto fue eliminado de manera progresiva.

## Descripción general
Durante su gobierno, se desarrolló un culto a la personalidad en torno al Sheikh Mujibur Rahman, quien es reverenciado por sus seguidores.Luego de haber sido eclipsado por los regímenes militares que le sucedieron —específicamente los liderados por Ziaur Rahman, fundador del Partido Nacionalista de Bangladés, y Hossain Muhammad Ershad, creador del Partido Jatiya— la figura de Mujib volvió a cobrar protagonismo en la opinión pública a partir del año 2008, durante la administración de Sheikh Hasina y la Liga Awami.No obstante, Hasina recibió críticas por atribuirle a su padre y a su partido un rol desmedido en la independencia de Bangladés, lo cual, según algunos, ha llevado a minimizar la importancia de otros personajes y agrupaciones políticas de esa época.
|  |  |  |

Durante su gobierno, Sheikh Hasina impulsó cambios constitucionales que hicieron obligatorio exhibir el retrato de Mujibur Rahman en todas las instituciones educativas, oficinas del Estado y embajadas de Bangladés. Además, se prohibió legalmente cualquier crítica hacia Mujib, sus ideales o sus acciones —en especial al régimen unipartidista BAKSAL que lideró— ya sea de forma escrita, verbal o mediante medios digitales.La Liga Awami destinó 4.000 crores a la creación de unas diez mil esculturas y obras artísticas representando a Mujib en todo el país. Solo en 2021 se realizaron 1.220 esculturas como parte de la conmemoración de su centenario.Para celebrar este aniversario, el gobierno de Hasina organizó múltiples actividades, entre ellas una película biográfica producida en conjunto con la India. También transformó la antigua residencia de Mujib en Daca —donde él y su familia fueron asesinados en 1975— en un museo en su memoria, y estableció el día de su muerte como Día Nacional de Luto.Además, se declararon feriados oficiales los cumpleaños de Mujib, su esposa Sheikh Fazilatunessa, su hijo mayor Sheikh Kamal y su hijo menor Sheikh Russel, así como el 7 de marzo, fecha en la que Mujib pronunció el histórico discurso que marcó el inicio de la secesión de Bangladesh. Durante el mandato de Hasina, numerosas avenidas, edificios e instituciones lucían estatuas de Mujib y llevaban su nombre.Sin embargo, críticos argumentan que Hasina se apoya en la figura de su padre para reforzar un estilo de gobierno autoritario, suprimir voces opositoras y debilitar la democracia en el país.

Al referirse a cómo se nombran los proyectos estatales en honor a los integrantes de la familia Sheikh, Mostafa K Muzeri, director ejecutivo del Instituto de Finanzas Inclusivas y Desarrollo, comentó lo siguiente:
La lógica subyacente era, en primer lugar, que sería más fácil obtener la aprobación de proyectos que llevaran apellidos de la familia Sheikh. Además, los componentes de esos proyectos no se sometían a controles rigurosos. Además, existían oportunidades de obtener exenciones por irregularidades y corrupción en la fase de implementación. En resumen, existían oportunidades de robar la riqueza de los proyectos que llevaban apellidos de la familia Sheikh.

## Desmantelamiento
Luego del violento derrocamiento de Sheikh Hasina en agosto de 2024, comenzó un proceso sistemático para desmantelar el culto a la personalidad que se había construido en torno a Mujib.Inmediatamente después de la caída del gobierno de la Liga Awami, manifestantes tumbaron la estatua dorada de Sheikh Mujib ubicada en Bijoy Sarani, en Daca, un hecho que fue transmitido en vivo a nivel internacional.
Numerosos sitios que anteriormente llevaban el nombre de Mujib fueron rebautizados.Además, las biografías de Sheikh Mujib y de sus familiares fueron sustituidas en los libros escolares por las de figuras como Kazi Nazrul Islam, Rabindranath Tagore, Maulana Abdul Hamid Khan Bhashani y los cuatro líderes nacionales.Asimismo, el gobierno de Bangladés tomó la decisión de retirar el retrato de Mujib de los billetes de la moneda local, el taka.
El 17 de enero de 2025, el Consejo Asesor del Gobierno Provisional de Bangladesh dio luz verde a una propuesta del Ministerio de Educación para cambiar el nombre de 13 universidades públicas.Como consecuencia, se eliminaron los nombres de Sheikh Mujibur Rahman y de otros integrantes de la familia Sheikh de dichas instituciones educativas.
El 5 de febrero de 2025, manifestantes destruyeron la antigua residencia de Sheikh Mujib —que había sido transformada en museo durante el mandato de la Liga Awami— tras un discurso de Sheikh Hasina que fue ampliamente interpretado como provocador.